# NGC 1227
NGC 1227 је спирална галаксија у сазвежђу Персеј која се налази на NGC листи објеката дубоког неба.
Деклинација објекта је + 35° 19' 31" а ректасцензија 3h 11m 7,8s. Привидна величина (магнитуда) објекта NGC 1227 износи 14,4 а фотографска магнитуда 15,3. NGC 1227 је још познат и под ознакама UGC 2577, CGCG 525-3, CGCG 524-62, PGC 11880.